# Stefan Karwowski
Stefan Karwowski – postać fikcyjna, główny bohater seriali telewizyjnych 40-latek i 40-latek 20 lat później oraz filmu Motylem jestem, czyli romans 40-latka, grany przez Andrzeja Kopiczyńskiego. Postać ta została wymyślona przez reżysera Jerzego Gruzę i scenarzystę Krzysztofa Teodora Toeplitza.

## Opis postaci
Stefan Karwowski jest inżynierem budownictwa, mieszkającym w Warszawie w trzypokojowym mieszkaniu w bloku przy ulicy Pańskiej wraz z żoną Magdaleną oraz dwójką dzieci: córką Jagodą i synem Markiem. Posiada tytuł zawodowy magistra inżyniera. Urodził się w 1934 jako syn Józefa Karwowskiego. W latach szkolnych miał pseudonim „Matka”; według niego pochodził od matki braci Grakchów. W młodości należał do Służby Polsce i Związku Młodzieży Polskiej.

## Analiza
Karwowski został określony jako „rozpoznawalny symbol medialny” swojego pokolenia.

## Źródła
1. ↑  Generowanie pokolenia : dynamika stwarzania i unieważniania kategorii / Zając Joanna  // W: Pokolenie - kategoria historyczna czy współczesna? : obraz przemian pokoleniowych w sztuce i społeczeństwie XX i XXI wieku / red. Zając Joanna . - Kraków : Księgarnia Akademicka, 2010. - S. 157-168. - (Dramat Współczesny. Interpretacje; 47). - ISBN 978-83-7188-349-1